# Wojciech Turowski
Wojciech Turowski lub Adalbertus Turowski (ur. 21 maja 1894 w Unieszewie na Warmii, zm. 20 grudnia 1959 w Rzymie) – polski ksiądz katolicki, pierwszy Polak na stanowisku generała Stowarzyszenia Apostolstwa Katolickiego, czyli księży pallotynów, w 1950 biskup nomitat diecezji częstochowskiej.

## Życiorys
Ukończył wadowickie Collegium Marianum. Do pallotynów wstąpił w 1911 w Jajkowcach. Podczas I wojny światowej jako żołnierz pruski dowodził kolumną sanitarną w Gdańsku oraz walczył na froncie. Święcenia kapłańskie przyjął 10 lipca 1921 w Limburgu.
Najpierw pracował w Sucharach, a następnie w Wadowicach jako profesor, rektor, mistrz nowicjatu i doradca księdza Alojzego Majewskiego. 
W latach 1925–1932 był drugim po ks. Majewskim przełożonym pallotynów w Polsce. Mieszkając w Warszawie przy ul. Skaryszewskiej oddawał się pracy duszpasterskiej i rekolekcyjnej oraz prowadził wykłady z zakresu teologii moralnej, homiletyki i nauki o Akcji Katolickiej w pallotyńskim wyższym seminarium duchownym w Sucharach, a potem w Ołtarzewie. W roku 1937 został mianowany delegatem na Zebranie Generalne, na którym wybrano go radcą i sekretarzem generalnym. Sprawując ten urząd – najpierw w Rzymie, potem w Lizbonie – organizował pomoc dla uchodźców wojennych z Polski. 
W 1946 został członkiem pallotyńskiej Regii Francuskiej. 
Na Zebraniu Generalnym w 1947 został wybrany przełożonym generalnym Stowarzyszenia Apostolstwa Katolickiego.
Za jego kadencji watykańska Kongregacja do Spraw Zakonników pismem z dnia 10 czerwca 1947 przywróciła pallotynom pierwotną nazwę: Stowarzyszenie Apostolstwa Katolickiego (zmienioną w 1854 na Pobożne Stowarzyszenie Misyjne), a także ks. Wincentego Pallottiego, założyciela pallotynów, ogłoszono błogosławionym 22 stycznia 1950. 
W trakcie pełnienia urzędu generała ks. Wojciech Turowski został mianowany w 1950 biskupem-koadiutorem bp. Teodora Kubiny z prawem następstwa. Z tego stanowiska ks. Turowski był zmuszony zrezygnować przed przyjęciem sakry, ponieważ władze komunistyczne Polski nie wyraziły zgody na jego powrót do kraju. 

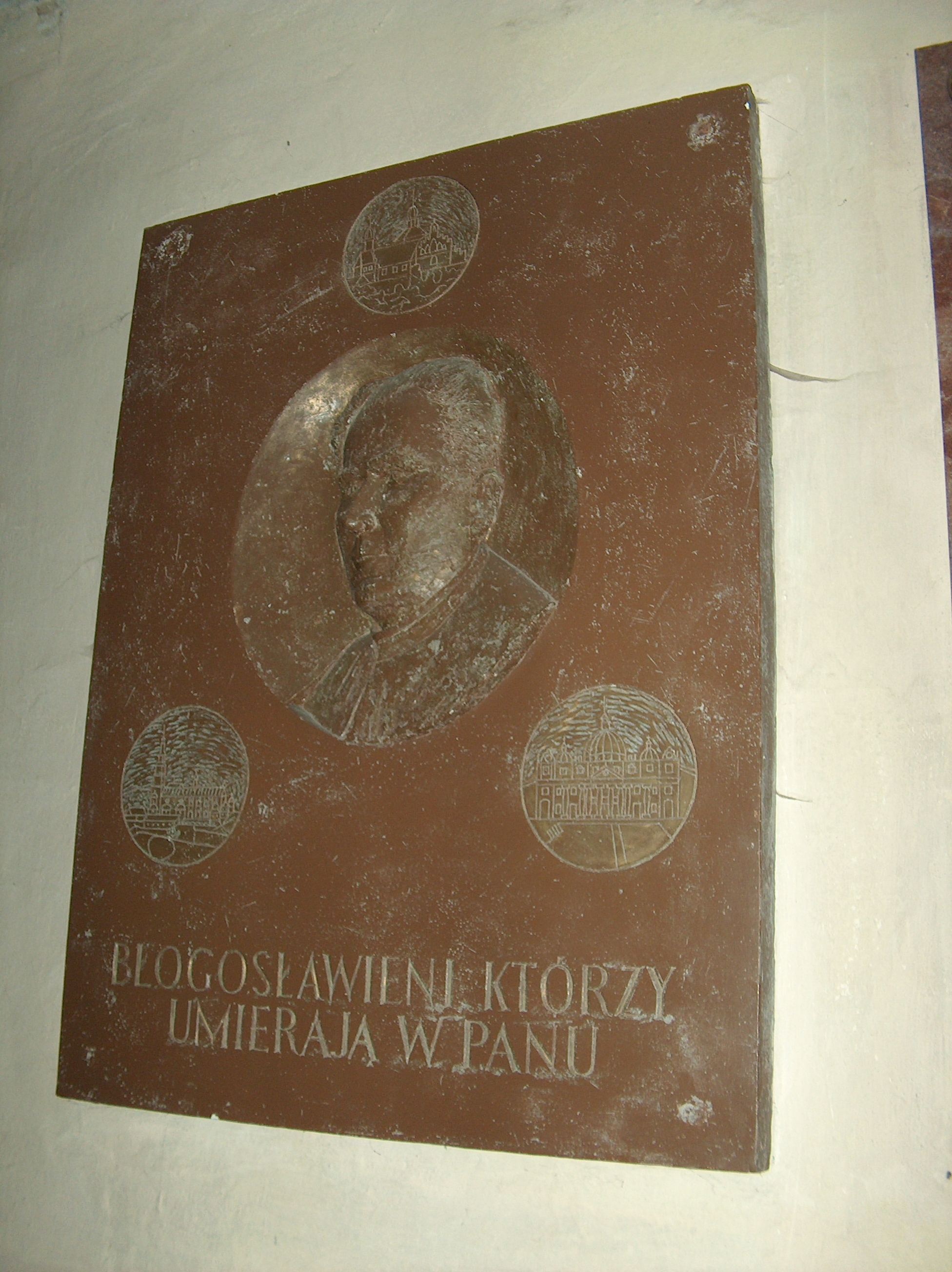
Tablica pamiątkowa w Sząbruku

Ciężkie przeżycia związane z tymi wydarzeniami pogorszyły stan zdrowia ks. Turowskiego, który 19 października 1950 został poddany trudnej w tamtych czasach operacji chirurgicznej usunięcia kamieni z woreczka żółciowego. Do ciężkiego stanu dołączyło silne zapalenie pooperacyjne z wielkim osłabieniem serca. 23 października w stanie agonalnym przyjął sakrament namaszczenia chorych. Następnego dnia chory obudził się ze snu i oświadczył, że czuje się dobrze, i że został uzdrowiony za wstawiennictwem bł. Wincentego Pallottiego. Uzdrowienie to zostało w 1962 uznane przez władze kościelne za nadnaturalne i przyjęte za jeden z cudów wymaganych do kanonizacji Pallottiego. 
W 1953 po sześciu latach kadencji ks. Turowski został zwolniony z urzędu generała i objął stanowisko Radcy watykańskiej Kongregacji Sakramentów Świętych. Aktywnie pracował również jako rekolekcjonista emigracyjny. 
Ks. Wojciech Turowski zmarł nagle w Rzymie w wieku 65 lat. Spoczywa na rzymskim cmentarzu Campo Verano. Został uhonorowany dwiema tablicami pamiątkowymi w kościele w Sząbruku (koło rodzinnego Unieszewa).